# Maik Köhler

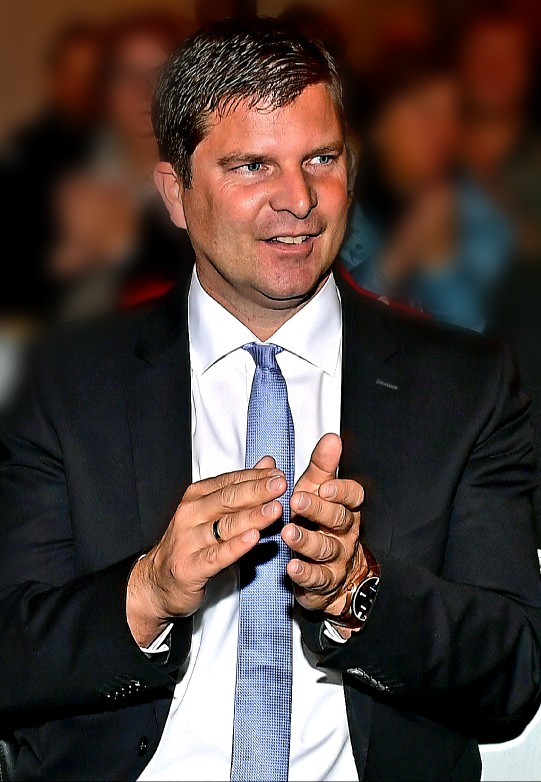
Maik Köhler

Maik Köhler (* 15. September 1976 in Siegen; † 9. Februar 2021) war ein deutscher Kommunalpolitiker (CDU). Seit Januar 2018 war er bis zu seinem Ableben Bürgermeister der Verbandsgemeinde Kirchen (Sieg).

## Leben und Beruf
Nach dem Abitur am Gymnasium Auf der Morgenröthe in Siegen im Jahr 1996 trat Köhler in den gehobenen Polizeidienst des Landes Hessen ein. Er studierte an der Verwaltungsfachhochschule in Wiesbaden und schloss das Studium 1999 als Diplom-Verwaltungswirt (FH) ab. Als Polizeibeamter war Köhler beim Polizeipräsidium Frankfurt am Main und beim Polizeipräsidium Mittelhessen tätig.
Maik Köhler war verheiratet und hinterlässt seine Ehefrau und zwei Töchter.

## Partei und Politik
Köhler trat 1999 in die CDU ein. Bei der Kommunalwahl 2004 wurde er zum ehrenamtlichen Ortsbürgermeister seiner Heimatgemeinde Mudersbach gewählt. 2009 wurde Köhler mit 78,14 Prozent, 2014 mit 80,6 Prozent und 2019 mit 81,41 % wiedergewählt.
Bei der Bürgermeisterwahl am 24. September 2017 wurde Köhler als Bürgermeisterkandidat mit 54,5 Prozent der Stimmen gegen den Amtsinhaber und eine weitere Bewerberin zum Bürgermeister der Verbandsgemeinde Kirchen gewählt und trat das Amt zum 1. Januar 2018 an.
Außerdem gehörte Köhler von 2004 bis zu seinem Tod dem Kreistag des Landkreises Altenkirchen an.